# Michejew-Smirnow-Wolfenstein-Effekt
Der Michejew-Smirnow-Wolfenstein-Effekt (kurz MSW-Effekt) ist ein teilchenphysikalischer Prozess, der Neutrinooszillationen in Materie beeinflusst. Die Arbeit des US-amerikanischen Physikers Lincoln Wolfenstein aus dem Jahre 1978 sowie die Arbeit der sowjetischen Physiker Stanislaw Michejew und Alexei Smirnow von 1986 ermöglichten das Verständnis des Effekts.

## Erklärung
Neutrinos können sowohl als Superposition (“gemischter Zustand”) dreier Ausbreitungs-Eigenzustände (Massen-Eigenzustände) dargestellt werden, als auch als Superposition der Flavour-Eigenzustände Elektron-Neutrino, Myon-Neutrino und Tau-Neutrino. Die Gegenwart von Elektronen in Materie verändert die Energieniveaus und Flavour-Zusammensetzung der Massen-Eigenzustände aufgrund kohärenter Vorwärtsstreuung der Elektron-Komponente durch geladene Ströme der schwachen Wechselwirkung. Das beeinflusst Frequenz, Amplitude und Kohärenzlänge der Neutrinooszillation. Die kohärente Vorwärtsstreuung ist vergleichbar mit dem elektromagnetischen Prozess, welcher zu unterschiedlichen Brechungsindizes von Licht im Medium führt.
Im Vakuum und bei geringen Elektronendichten entstehen Neutrinos immer mit wesentlichen Anteilen aller drei Massen-Eigenzustände, deren relative Phasen sich bei der Ausbreitung ändern können, insbesondere in Materie, was als Neutrinooszillation deutlich wird.
Im Kern der Sonne werden Elektron-Neutrinos bei sehr hoher Elektronendichte erzeugt. Für diese solaren Neutrinos hoher Energie, welche in Neutrino-Observatorien wie dem Sudbury Neutrino Observatory (SNO) oder Super-Kamiokande beobachtet werden, liegt der Massen-Eigenzustand {\displaystyle \nu _{\mathrm {2m} }} (Index m für „Materie“) viel höher als {\displaystyle \nu _{\mathrm {1m} }} und {\displaystyle \nu _{\mathrm {3m} }}, ist praktisch identisch mit dem Elektron-Flavour-Eigenzustand und wird deshalb fast rein erzeugt (sehr geringe Anteile {\displaystyle \nu _{\mathrm {1m} }} und {\displaystyle \nu _{\mathrm {3m} }}). Beim Entweichen aus der Sonne geht der Zustand {\displaystyle \nu _{\mathrm {2m} }} kontinuierlich über in den Vakuum-Zustand {\displaystyle \nu _{2}}, dessen Elektron-Flavour-Anteil von nur noch 0,31 das beobachtete Neutrinodefizit erklärt.
Bei einer bestimmten Elektronendichte {\displaystyle n} kreuzen sich {\displaystyle \nu _{\mathrm {2m} }(n)} und {\displaystyle \nu _{\mathrm {3m} }(n)}   (MSW-Resonanz). Dabei würde eine Umwandlung {\displaystyle \nu _{\mathrm {2m} }\rightarrow \nu _{\mathrm {3m} }} auftreten, wenn der Verlauf der Elektronendichte steil genug wäre. In der Sonne greift aber der Adiabatensatz.

## Experimentelle Hinweise
Der Michejew-Smirnow-Wolfenstein-Effekt ist für solare Neutrinos hoher Energie von Bedeutung und führt zu der Vorhersage, dass die Wahrscheinlichkeit, dass ein Elektron-Neutrino nach der Ausbreitung seinen Flavourzustand nicht geändert hat, {\displaystyle P_{\mathrm {ee} }=\sin ^{2}(\theta )} beträgt, wobei {\displaystyle \theta =34^{\circ }} den solaren Mischungswinkel bezeichnet. Dies wurde durch das Sudbury-Neutrino-Observatorium (SNO) experimentell bestätigt: die Wissenschaftler des SNO bestimmten den Fluss an solaren Elektron-Neutrinos zu ungefähr 34 % des gesamten Neutrino-Flusses. Dabei wurde der Fluss der Elektron-Neutrinos über Wechselwirkungen durch geladene Ströme bestimmt, und der Gesamtfluss über Wechselwirkungen durch neutrale Ströme.
Für solare Neutrinos niedriger Energie ist die Auswirkung der Materie vernachlässigbar und die Näherung der Vakuumoszillationen damit gültig. Die Größe der Quelle (der Kern der Sonne) ist bedeutend größer als die Oszillationslänge. Durch eine Mittelung über den oszillierenden Faktor (siehe Theoretische Grundlagen der Neutrinooszillation) erhält man deshalb {\displaystyle P_{\mathrm {ee} }=1-{\frac {1}{2}}\sin ^{2}(2\theta )}. Für den gleichen Wert des Mischungswinkels {\displaystyle \theta =34^{\circ }} entspricht dies einer Wahrscheinlichkeit von rund 60 %, dass ein Elektron-Neutrino seinen Flavourzustand nicht ändert. Dies deckt sich mit Messungen solarer Neutrinos im niederen Energiebereich im Homestake-Experiment (das erste Experiment, welches das solare Neutrinodefizit aufdeckte), GALLEX, GNO und SAGE (radiochemische Experimente, die Gallium als Streukörper verwendeten) und im Borexino-Experiment. Die Ergebnisse werden des Weiteren durch das Reaktorexperiment KamLAND unterstützt.
Der Übergang zwischen dem Bereich niedriger Energie mit vernachlässigbarem Michejew-Smirnow-Wolfenstein-Effekt und dem Bereich hoher Energie, in dem die Oszillationswahrscheinlichkeit durch die Materie bestimmt wird, liegt für Neutrinos aus der Sonne ungefähr bei 2 MeV.
Der Michejew-Smirnow-Wolfenstein-Effekt kann ebenso Neutrinooszillationen im Erdinneren beeinflussen; zukünftige Suchen nach neuen Oszillationseffekten oder leptonischer CP-Verletzung könnten diesen Sachverhalt ausnutzen.